# Championnats du monde d'athlétisme en salle 2014
Navigation
- 1985
- 1987
- 1989
- 1991
- 1993
- 1995
- 1997
- 1999
- 2001
- 2003
- 2004
- 2006
- 2008
- 2010
- 2012
- 2014
- 2016
- 2018
- 2022
- 2024
- 2025

Les  15es championnats du monde d'athlétisme en salle ont eu lieu du 7 au 9 mars 2014 à l'Ergo Arena de Sopot, en Pologne. Le nom officiel de la compétition, en anglais, est « 2014 IAAF World Indoor Championships ». Le pays accueille pour la première fois cet événement sportif coorganisé par l'Association internationale des fédérations d'athlétisme (IAAF) et la Fédération polonaise d'athlétisme (PZLA).

## Organisation

### Processus de sélection
L'IAAF annonce le 1er septembre 2011 lors d'un congrès tenu à Monaco qu'elle avait reçu des candidatures de la Pologne et de la Croatie pour accueillir ces championnats. Cependant, Zagreb décide de se retirer de la course à cause d'un manque de fonds. Le 11 novembre 2011, l'IAAF annonce avoir choisi Sopot qui était donc la seule ville candidate. Budapest avait montré un intérêt mais n'a pas postulé.

### Site des compétitions

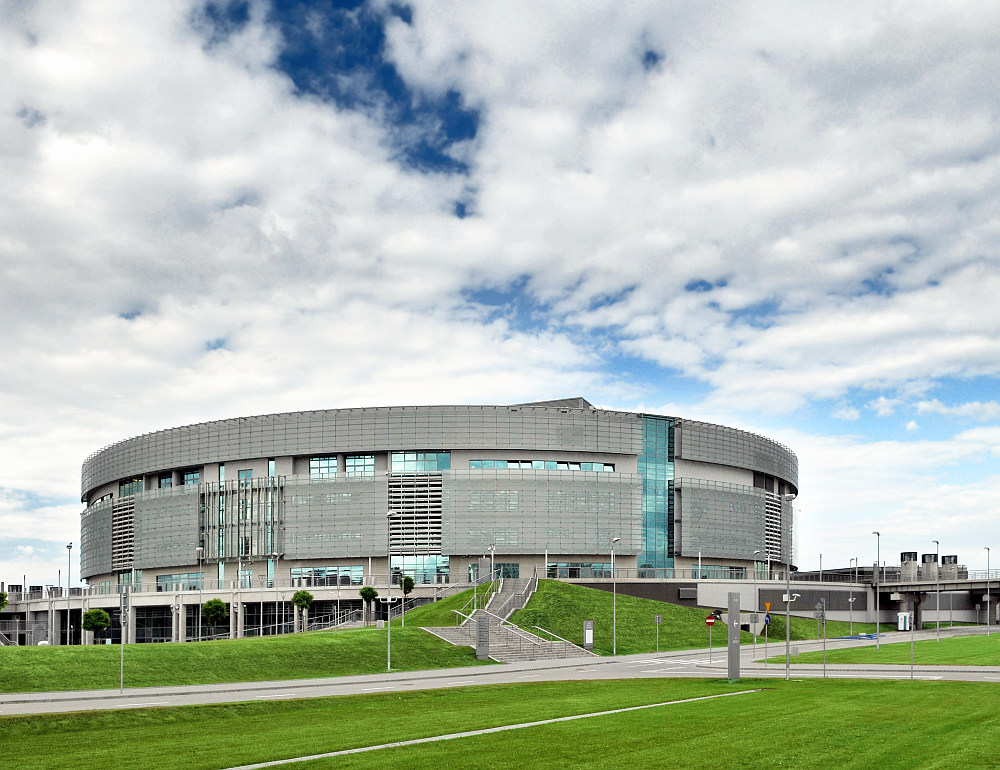
L'Ergo Arena.

Les vingt-six épreuves (treize masculines et treize féminines) qui figurent au programme de la compétition se déroulent à l'Ergo Arena, salle omnisports ouverte en 2010 située à la frontière entre la ville de Gdańsk et de Sopot. Elle a une capacité de 11 000 places assises pour les évènements sportifs.

### Calendrier
| S | Séries | Q | Qualifications | ½ | Demi-finale | F | Finale |

| Date →           | 7 mars | 7 mars | 8 mars | 8 mars | 8 mars | 9 mars | 9 mars | 9 mars |
| Épreuve ↓        | M      | A      | M      | A      | A      | M      | A      | A      |
| ---------------- | ------ | ------ | ------ | ------ | ------ | ------ | ------ | ------ |
| 60 m             |        | S      |        | ½      | F      |        |        |        |
| 400 m            | S      | ½      |        | F      | F      |        |        |        |
| 800 m            | S      |        |        |        |        |        | F      | F      |
| 1 500 m          | S      |        |        | F      | F      |        |        |        |
| 3 000 m          |        | S      |        |        |        |        | F      | F      |
| 60 m haies       |        |        | S      |        |        |        | ½      | F      |
| 4 × 400 m        |        |        | S      |        |        |        | F      | F      |
| Saut en longueur |        | Q      |        | F      | F      |        |        |        |
| Triple saut      |        |        | Q      |        |        |        | F      | F      |
| Saut en hauteur  |        |        | Q      |        |        |        | F      | F      |
| Saut à la perche |        |        |        | F      | F      |        |        |        |
| Lancer du poids  | Q      | F      |        |        |        |        |        |        |
| Heptathlon       | F      | F      | F      | F      | F      |        |        |        |

| Date →           | 7 mars | 7 mars | 8 mars | 8 mars | 8 mars | 9 mars | 9 mars | 9 mars |
| Épreuve ↓        | M      | A      | M      | A      | A      | M      | A      | A      |
| ---------------- | ------ | ------ | ------ | ------ | ------ | ------ | ------ | ------ |
| 60 m             |        |        | S      |        |        |        | ½      | F      |
| 400 m            | S      | ½      |        | F      | F      |        |        |        |
| 800 m            | S      |        |        |        |        |        | F      | F      |
| 1 500 m          |        | S      |        | F      | F      |        |        |        |
| 3 000 m          | S      |        |        |        |        |        | F      | F      |
| 60 m haies       |        | S      |        | ½      | F      |        |        |        |
| 4 × 400 m        |        |        | S      |        |        |        | F      | F      |
| Saut en longueur |        |        | Q      |        |        |        | F      | F      |
| Triple saut      | Q      |        |        | F      | F      |        |        |        |
| Saut en hauteur  | Q      |        |        | F      | F      |        |        |        |
| Saut à la perche |        |        |        |        |        |        | F      | F      |
| Lancer du poids  |        |        | Q      | F      | F      |        |        |        |
| Pentathlon       | F      | F      |        |        |        |        |        |        |

## Compétition

### Minima de qualification
| Discipline       | Hommes                         | Hommes                         | Femmes                         | Femmes                         |
| Discipline       | En salle                       | En plein air                   | En salle                       | En plein air                   |
| ---------------- | ------------------------------ | ------------------------------ | ------------------------------ | ------------------------------ |
| 60 m             | 6 s 65                         | 10 s 15 (100 m)                | 7 s 32                         | 11 s 20                        |
| 400 m            | 46 s 80                        | 45 s 10                        | 53 s 15                        | 51 s 20                        |
| 800 m            | 1 min 47 s 00                  | 1 min 44 s 00                  | 2 min 03 s 00                  | 1 min 59 s 00                  |
| 1 500 m          | 3 min 41 s 00                  | 3 min 34 s 00                  | 4 min 14 s 00                  | 4 min 03 s 50                  |
| 3 000 m          | 7 min 52 s 00                  | 7 min 42 s 00                  | 9 min 02 s 00                  | 8 min 38 s 00                  |
| 60 m haies       | 7 s 74                         | 13 s 50 (110 m haies)          | 8 s 16                         | 12 s 90 (100 m haies)          |
| Relais 4 × 400 m | Pas de minima de qualification | Pas de minima de qualification | Pas de minima de qualification | Pas de minima de qualification |
| Saut en longueur | 8,16 m                         | 8,16 m                         | 6,70 m                         | 6,70 m                         |
| Triple saut      | 17,00 m                        | 17,00 m                        | 14,25 m                        | 14,25 m                        |
| Saut en hauteur  | 2,30 m                         | 2,30 m                         | 1,94 m                         | 1,94 m                         |
| Saut à la perche | 5,75 m                         | 5,75 m                         | 4,71 m                         | 4,71 m                         |
| Lancer du poids  | 20,30 m                        | 20,30 m                        | 17,80 m                        | 17,80 m                        |

### Résultats

#### Hommes
| Épreuves | Or | Argent | Bronze |
| --- | --- | --- | --- |
| 60 m Détails | Richard Kilty 6 s 49 (PB) | Marvin Bracy 6 s 51 | Femi Ogunode 6 s 52 |
| 400 m Détails | Pavel Maslák 45 s 24 (NR) | Chris Brown 45 s 58 (PB) | Kyle Clemons 45 s 74 |
| 800 m Détails | Mohammed Aman 1 min 46 s 36 | Adam Kszczot 1 min 46 s 76 | Andrew Osagie 1 min 47 s 10 |
| 1 500 m Détails | Ayanleh Souleiman 3 min 37 s 52 | Aman Wote 3 min 38 s 08 | Abdalaati Iguider 3 min 38 s 21 |
| 3 000 m Détails | Caleb Mwangangi Ndiku 7 min 54 s 94 | Bernard Lagat 7 min 55 s 22 | Dejen Gebremeskel 7 min 55 s 39 |
| 60 m haies Détails | Omo Osaghae 7 s 45 (=WL) | Pascal Martinot-Lagarde 7 s 46 | Garfield Darien 7 s 47 (PB) |
| 4 × 400 m Détails | États-Unis Kyle Clemons David Verburg Kind Butler III Calvin Smith Jr. 3 min 2 s 13 (WR) Participation aux séries : Clayton Parros Ricky Babineaux | Royaume-Uni Conrad Williams Jamie Bowie Luke Lennon-Ford Nigel Levine 3 min 3 s 49 (SB) Participation aux séries : Michael Bingham | Jamaïque Errol Nolan Allodin Fothergill Akheem Gauntlett Edino Steele 3 min 3 s 69 (NR) Participation aux séries : Dane Hyatt Jermaine Brown |
| Saut en hauteur Détails | Mutaz Essa Barshim 2,38 m (AR) | Andriy Protsenko 2,36 m (PB) | Erik Kynard 2,34 m (SB) |
| Saut à la perche Détails | Konstadínos Filippídis 5,80 m (SB) | Malte Mohr 5,80 m | Jan Kudlička 5,80 m (PB) |
| Saut en longueur Détails | Mauro Vinícius da Silva 8,28 m (=NR) | Li Jinzhe 8,23 m (SB) | Michel Tornéus 8,21 m (SB) |
| Triple saut Détails | Ernesto Revé 17,33 m | Pedro Pablo Pichardo 17,24 m | Marian Oprea 17,21 m (SB) |
| Lancer du poids Détails | Ryan Whiting 22,05 m | David Storl 21,79 m (SB) | Tomas Walsh 21,26 m (AR) |
| Heptathlon Détails | Ashton Eaton 6 632 pts (WL) | Andrei Krauchanka 6 303 pts (NR)                                                                                                   | Thomas Van der Plaetsen 6 259 pts (NR) |
| Records et Performances - AR : Record continental (area record) - CR : Record des championnats (championship record) - MR : Record du meeting (meet record) - NR : Record national (national record) - OR : Record olympique (olympic record) - PR : Record paralympique (paralympic record) - PB : Record personnel (personal best) - SB : Meilleure performance personnelle de la saison (season's best) - WL : Meilleure performance mondiale de l'année (world leader) - WJR : Record du monde junior (world junior record) - WR : Record du monde (world record) Circonstances et Conditions - DNF : N'a pas terminé (did not finish) - DNS : N'a pas pris le départ (did not start) - DQ : Disqualification (disqualification) - NM : Aucun essai valable enregistré (No Mark) - Q : Qualifié « directement » au prochain tour (ou à la prochaine compétition), lors d'une compétition majeure, grâce au classement ou à la réalisation des minima (automatic qualifier) - q : Qualifié au prochain tour (ou à la prochaine compétition), lors d'une compétition majeure, grâce au repêchage ou à la réalisation de l'une des meilleures performances parmi celles des « non qualifiés directement » (grâce au meilleur temps ou à la meilleure distance par exemple) (secondary qualifier) | | | |

#### Femmes
| Épreuves | Or | Argent | Bronze |
| --- | --- | --- | --- |
| 60 m Détails | Shelly-Ann Fraser-Pryce 6 s 98 (WL) | Murielle Ahouré 7 s 01 (SB) | Tianna Bartoletta 7 s 06 (SB) |
| 400 m Détails | Francena McCorory 51 s 12 | Kaliese Spencer 51 s 54 (PB) | Shaunae Miller 52 s 06 |
| 800 m Détails | Chanelle Price 2 min 0 s 09 (WL) | Angelika Cichocka 2 min 0 s 45 | Maryna Arzamasava 2 min 0 s 79 (PB)                                                                                                   |
| 1 500 m Détails | Abeba Aregawi 4 min 0 s 61 | Axumawit Embaye 4 min 7 s 12 (PB) | Nicole Sifuentes 4 min 7 s 61 (NR) |
| 3 000 m Détails | Genzebe Dibaba 8 min 55 s 04 | Hellen Obiri 8 min 57 s 72 | Maryam Yusuf Jamal 8 min 59 s 16 |
| 60 m haies Détails | Nia Ali 7 s 80 (=PB) | Sally Pearson 7 s 85 | Tiffany Porter 7 s 86 (SB) |
| 4 × 400 m Détails | États-Unis Natasha Hastings Joanna Atkins Francena McCorory Cassandra Tate 3 min 24 s 83 (WL) Participation aux séries : Jernail Hayes Monica Hargrove | Jamaïque Patricia Hall Anneisha McLaughlin Kaliese Spencer Stephanie McPherson 3 min 26 s 54 (NR) Participation aux séries : Verone Chambers Natoya Goule | Royaume-Uni Eilidh Child Shana Cox Margaret Adeoye Christine Ohuruogu 3 min 27 s 90 (SB) Participation aux séries : Victoria Ohuruogu |
| Saut en hauteur Détails | Mariya Kuchina 2,00 m | Non attribuée | Ruth Beitia 2,00 m (=SB) |
| Saut en hauteur Détails | Kamila Lićwinko 2,00 m (NR) | Non attribuée | Ruth Beitia 2,00 m (=SB) |
| Saut à la perche Détails | Yarisley Silva 4,70 m (SB) | Anzhelika Sidorova 4,70 m | Non attribuée |
| Saut à la perche Détails | Yarisley Silva 4,70 m (SB) | Jiřina Svobodová 4,70 m | Non attribuée |
| Saut en longueur Détails | Éloyse Lesueur 6,85 m | Katarina Johnson-Thompson 6,81 m (PB) | Ivana Španović 6,77 m |
| Triple saut Détails | Ekaterina Koneva 14,46 m | Olha Saladukha 14,45 m | Kimberly Williams 14,39 m (SB) |
| Lancer du poids Détails | Valerie Adams 20,67 m (WL) | Christina Schwanitz 19,94 m | Gong Lijiao 19,24 m (SB) |
| Pentathlon Détails | Nadine Broersen 4 830 pts (WL, NR) | Brianne Theisen-Eaton 4 768 pts (NR) | Alina Fyodorova 4 724 pts (PB) |
| Records et Performances - AR : Record continental (area record) - CR : Record des championnats (championship record) - MR : Record du meeting (meet record) - NR : Record national (national record) - OR : Record olympique (olympic record) - PR : Record paralympique (paralympic record) - PB : Record personnel (personal best) - SB : Meilleure performance personnelle de la saison (season's best) - WL : Meilleure performance mondiale de l'année (world leader) - WJR : Record du monde junior (world junior record) - WR : Record du monde (world record) Circonstances et Conditions - DNF : N'a pas terminé (did not finish) - DNS : N'a pas pris le départ (did not start) - DQ : Disqualification (disqualification) - NM : Aucun essai valable enregistré (No Mark) - Q : Qualifié « directement » au prochain tour (ou à la prochaine compétition), lors d'une compétition majeure, grâce au classement ou à la réalisation des minima (automatic qualifier) - q : Qualifié au prochain tour (ou à la prochaine compétition), lors d'une compétition majeure, grâce au repêchage ou à la réalisation de l'une des meilleures performances parmi celles des « non qualifiés directement » (grâce au meilleur temps ou à la meilleure distance par exemple) (secondary qualifier) | | | |

### Tableau des médailles
| Rang  | Nation             | Or | Argent | Bronze | Total |
| ----- | ------------------ | -- | ------ | ------ | ----- |
| 1     | États-Unis         | 8  | 2      | 2      | 12    |
| 2     | Russie             | 3  | 2      |        | 5     |
| 3     | Éthiopie           | 2  | 2      | 1      | 5     |
| 4     | Royaume-Uni        | 1  | 2      | 3      | 6     |
| 5     | Jamaïque           | 1  | 2      | 2      | 5     |
| 6     | Pologne            | 1  | 2      |        | 3     |
| 7     | Cuba               | 1  | 1      | 1      | 3     |
| 7     | France             | 1  | 1      | 1      | 3     |
| 7     | République tchèque | 1  | 1      | 1      | 3     |
| 10    | Kenya              | 1  | 1      |        | 2     |
| 11    | Nouvelle-Zélande   | 1  |        | 1      | 2     |
| 11    | Suède              | 1  |        | 1      | 2     |
| 11    | Qatar              | 1  |        | 1      | 2     |
| 14    | Brésil             | 1  |        |        | 1     |
| 14    | Djibouti           | 1  |        |        | 1     |
| 14    | Grèce              | 1  |        |        | 1     |
| 14    | Pays-Bas           | 1  |        |        | 1     |
| 18    | Allemagne          |    | 3      |        | 3     |
| 19    | Ukraine            |    | 1      | 2      | 3     |
| 20    | Bahamas            |    | 1      | 1      | 2     |
| 20    | Canada             |    | 1      | 1      | 2     |
| 20    | Chine              |    | 1      | 1      | 2     |
| 20    | Biélorussie        |    | 1      | 1      | 2     |
| 24    | Australie          |    | 1      |        | 1     |
| 24    | Côte d'Ivoire      |    | 1      |        | 1     |
| 26    | Belgique           |    |        | 1      | 1     |
| 26    | Espagne            |    |        | 1      | 1     |
| 26    | Maroc              |    |        | 1      | 1     |
| 26    | Serbie             |    |        | 1      | 1     |
| 26    | Bahreïn            |    |        | 1      | 1     |
| Total | Total              | 27 | 26     | 25     | 78    |

## Records

### Records du monde
| Date        | Épreuve          | Nouveau record                                                         | Nouveau record | Ancien record                                                     | Ancien record | Ancien record |
| ----------- | ---------------- | ---------------------------------------------------------------------- | -------------- | ----------------------------------------------------------------- | ------------- | ------------- |
| Date        | Épreuve          | Athlète                                                                | Performance    | Athlète                                                           | Performance   | Date          |
| 9 mars 2014 | Relais 4 × 400 m | États-Unis Kyle Clemons David Verburg Kind Butler III Calvin Smith Jr. | 3 min 2 s 13   | États-Unis Andre Morris Dameon Johnson Deon Minor Milton Campbell | 3 min 2 s 83  | 7 mars 1999   |